# استیون برایس
استیون برایس (انگلیسی: Steven Bryce؛ زادهٔ ۱۶ اوت ۱۹۷۷) یک بازیکن فوتبال اهل کاستاریکا است.
وی همچنین در تیم ملی فوتبال کاستاریکا بازی کرده است.